# Znojemská vinařská podoblast

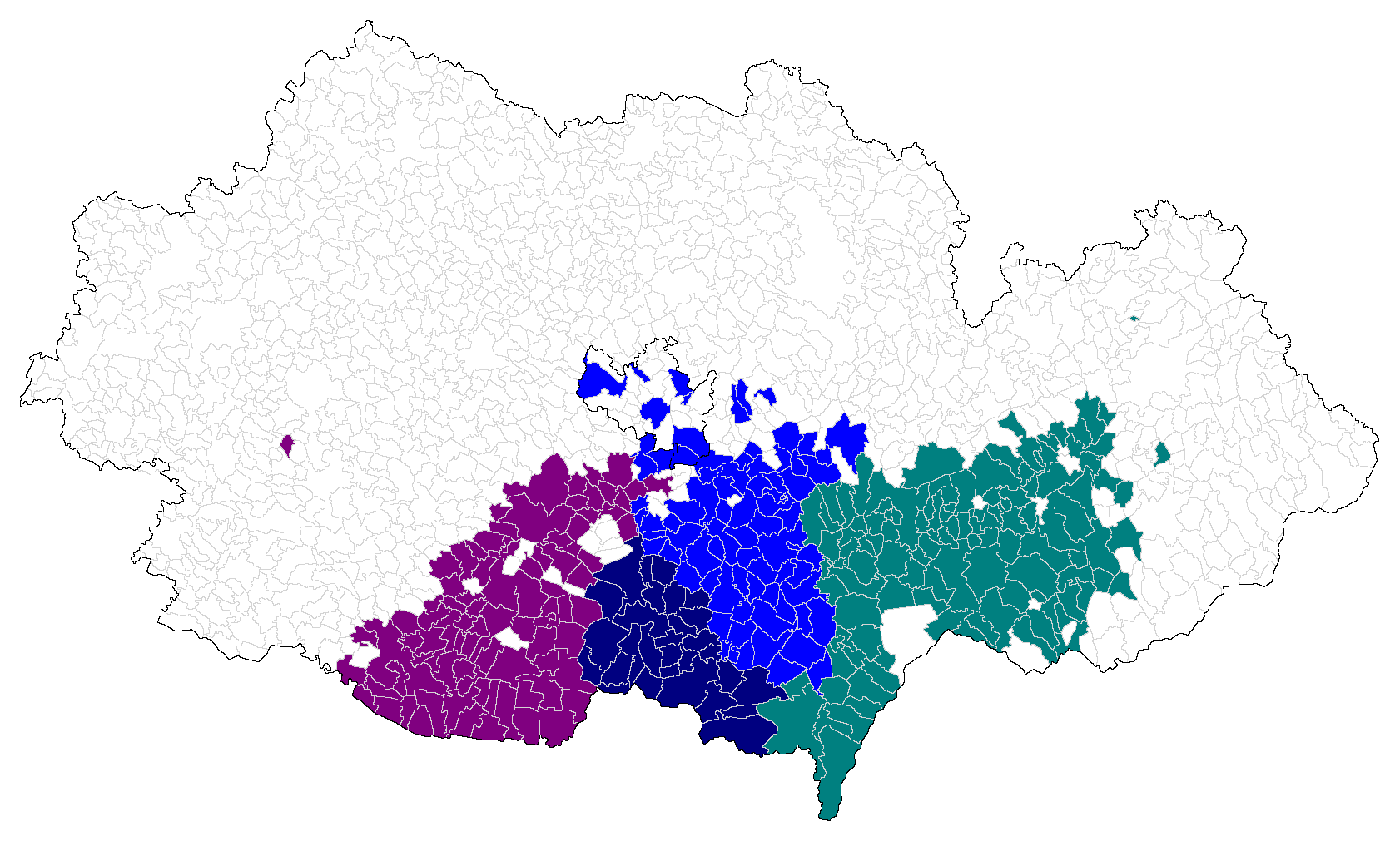
Znojemská podoblast (fialově) na mapě moravské vinařské oblasti

Znojemská vinařská podoblast leží ve vinařské oblasti Morava. Pokrývá vinařské obce okresů Znojmo, Třebíč a jihozápadní části okresu Brno-venkov. V roce 2024 zahrnovala 90 vinařských obcí, 850 pěstitelů a 218 viničních tratí, celková vlastní plocha vinic činila 3143 ha. Podoblast vznikla v květnu 2004 v souvislosti s novým uspořádáním vinařských oblastí, které přinesl vinařský zákon č. 321/2004 Sb. a jeho prováděcí vyhláška č. 324/2004 Sb. Tvoří západní část moravské vinařské oblasti.
Známými vinařskými centry této podoblasti jsou města Znojmo, Ivančice, Miroslav, Dolní Kounice nebo obce Šatov, Nový Šaldorf, Chvalovice, Hnanice, či Lechovice. Nejproslulejší vinicí celé podoblasti je Šobes. Nejodlehlejší lokalitou spadající ještě do znojemské podoblasti je vinařské a kulturní centrum Sádek ležící v obci Kojetice v kraji Vysočina. Na jihu na podoblast bezprostředně navazuje rakouský vinařský region Weinviertel (konkrétně údolí Pulkavy) v oblasti dolnorakouské.
Z pěstovaných odrůd lze jmenovat především Veltlínské zelené, Sauvignon a Ryzlink rýnský, které tvoří VOC Znojmo. Z červených odrůd je to zejména Frankovka, Svatovavřinecké a Modrý Portugal z okolí Dolních Kounic.

## Seznam vinařských obcí a viničních tratí
Seznam vinařských obcí a viničních tratí podle vyhlášky č. 80/2018 Sb.:
| Vinařská obec               | Okres       | Viniční tratě |
| --------------------------- | ----------- | --- |
| Bantice                     | Znojmo      | U Hlásky |
| Bohutice                    | Znojmo      | U sv. Michala, Jelendy, Olbramovická hora                                                                                           |
| Borotice                    | Znojmo      | Nad Kolářovým sklepem, U Auerového kříže                                                                                            |
| Božice                      | Znojmo      | Nová hora, Stará hora, U sv. Donáta, Pustina                                                                                        |
| Branišovice                 | Brno-venkov | Vinohrady |
| Bratčice                    | Brno-venkov | Široké-Klinky, Staré hory |
| Břežany                     | Znojmo      | Křížový vrch |
| Citonice                    | Znojmo      | Zadní Španěly, Přední Španěly |
| Damnice                     | Znojmo      | Za vinohrady |
| Dobelice                    | Znojmo      | Kokusové hory, Skalka |
| Dobřínsko                   | Znojmo      | Nad mlýnem, Na kopcích |
| Dobšice                     | Znojmo      | U Hájku, Pod tratí |
| Dolenice                    | Znojmo      | Za vinohrady |
| Dolní Kounice               | Brno-venkov | Karlov, Kapoun, Kozí hora, Kamenný vrch, Řepná hora, Šibeniční hora, Na nivách, Nová města                                          |
| Dyjákovice                  | Znojmo      | Vinohrady, Sadová |
| Dyjákovičky                 | Znojmo      | Šác, U sklepů, Ořechový vrch |
| Dyje                        | Znojmo      | Babičák, Kamenný vrch |
| Džbánice                    | Znojmo      | Přední vinohrady |
| Havraníky                   | Znojmo      | Staré vinice, Skalky, Dlouhé díly                                                                                                   |
| Hevlín                      | Znojmo      | Vinohrady |
| Hnanice                     | Znojmo      | Knížecí vrch, Fládnická, U kapličky, U Chlupa                                                                                       |
| Hodonice                    | Znojmo      | Vinohrady |
| Horní Dunajovice            | Znojmo      | Frédy, Stará hora, Kravky |
| Hostěradice                 | Znojmo      | Volné pole, Pod vyhlídkou, U vinohrádku, Weinperky, Pustiny, Volné pole, Kokusové hory                                              |
| Hrabětice                   | Znojmo      | Nad vesnicí |
| Hrádek                      | Znojmo      | Vinohrady ke Křídlůvkám, Pustina |
| Hrušovany nad Jevišovkou    | Znojmo      | Jižní svah, Zámecký kopec |
| Chvalovice                  | Znojmo      | Dívčí hora, Nad sklepy |
| Ivančice                    | Brno-venkov | Špýry, Syslice, Marše, Pod Jakubem                                                                                                  |
| Jaroslavice                 | Znojmo      | Na zámku, Na vinicích |
| Jezeřany-Maršovice          | Znojmo      | Stará hora, Dílec, Nad dědinou, Nová hora, Píska                                                                                    |
| Jiřice u Miroslavi          | Znojmo      | Na pískách |
| Kojetice                    | Třebíč      | Pod Sádkem, Pod lípou |
| Krhovice                    | Znojmo      | Skalka |
| Křídlůvky                   | Znojmo      | Formoza |
| Kubšice                     | Znojmo      | Kubšické vinohrady |
| Kuchařovice                 | Znojmo      | Kasperek, Pod křížem, U Božích muk                                                                                                  |
| Kyjovice                    | Znojmo      | Špičák, Pod Štajnberkem |
| Lechovice                   | Znojmo      | U zámku |
| Litobratřice                | Znojmo      | Nová viniční trať |
| Mackovice                   | Znojmo      | Břežansko |
| Medlov                      | Brno-venkov | U Fiantova sadu |
| Mělčany                     | Brno-venkov | Veselá hora, Seslice, Nad humny, Jezuity                                                                                            |
| Miroslav                    | Znojmo      | Weinperky, U vinohradu, Vinohrádky                                                                                                  |
| Miroslavské Knínice         | Znojmo      | Stará hora, Čtvrtky, Zolos |
| Moravské Bránice            | Brno-venkov | Karlov, Ve starých, Nová hora, V Písařových                                                                                         |
| Moravský Krumlov            | Znojmo      | Vinohrady, Jalovcová hora |
| Němčičky (okr. Brno-venkov) | Brno-venkov | Štamberky, Hüble |
| Nové Bránice                | Brno-venkov | Novosady, Staré hory |
| Nový Šaldorf-Sedlešovice    | Znojmo      | Nad sklepy, Kraví hora, Kraví hora-Zahrádky                                                                                         |
| Olbramovice                 | Znojmo      | Olbramovická hora, Leskoun, Na vyhlídce                                                                                             |
| Oleksovice                  | Znojmo      | Rusteny, Rajny, U lipky, U zámku |
| Ořechov (okr. Brno-venkov)  | Brno-venkov | Za žlebama, Na skalkách, Křiby, Záhumenice                                                                                          |
| Petrovice                   | Znojmo      | Kokusové hory |
| Podmolí                     | Znojmo      | Šobes |
| Práče                       | Znojmo      | Amerika |
| Pravice                     | Znojmo      | U kapličky |
| Pravlov                     | Brno-venkov | Nová města, V dlouhých, Stráně |
| Prosiměřice                 | Znojmo      | Vinohrady |
| Rajhrad                     | Brno-venkov | Hájiska |
| Rybníky                     | Znojmo      | Perk, Vinohrady |
| Silůvky                     | Brno-venkov | Nebosády |
| Skalice                     | Znojmo      | Pod kopcem, U sýpky, Hájek |
| Slup                        | Znojmo      | Kacperky, Dolní vinohrady, Lampelberg, Dívčí vrch                                                                                   |
| Stošíkovice na Louce        | Znojmo      | U tří dubů |
| Strachotice                 | Znojmo      | Lampelberg, Dívčí vrch, Strachotický vrch                                                                                           |
| Suchohrdly                  | Znojmo      | Dlouhé čtvrtě, Tři díly, U Hájku, Kasperek                                                                                          |
| Suchohrdly u Miroslavi      | Znojmo      | Vinohrady u sv. Markéty, Zahrady |
| Syrovice                    | Brno-venkov | Stará hora, Nad mlýnem |
| Šanov                       | Znojmo      | U vinohradu, U dráhy, V sadech |
| Šatov                       | Znojmo      | Na vinici, Peklo, U bunkru, Skalky                                                                                                  |
| Šumice                      | Brno-venkov | Vinohrady |
| Tasovice                    | Znojmo      | Kamenný vrch, Stará hora, Staré vinohrady                                                                                           |
| Těšetice                    | Znojmo      | Tři díly, Stará vinice, Nad královskou                                                                                              |
| Trboušany                   | Brno-venkov | Hájky, Nová hora, Křečkovská hora                                                                                                   |
| Troskotovice                | Brno-venkov | U kapličky, Nad kostelem, Nad kolibů, Nad třešňovkou                                                                                |
| Trstěnice                   | Znojmo      | Pod vysokou |
| Tvořihráz                   | Znojmo      | Na vinici, Špičák |
| Únanov                      | Znojmo      | Pobudily, Staré sady |
| Valtrovice                  | Znojmo      | Formoza, U sklepů |
| Vedrovice                   | Znojmo      | Stará hora, Štívna |
| Velký Karlov                | Znojmo      | Nad vinohrady |
| Vémyslice                   | Znojmo      | Kokusové hory, Na kopci |
| Višňové                     | Znojmo      | Nová hora, Pod starou cihelnou |
| Vítonice                    | Znojmo      | Nad sklepy |
| Vrbovec                     | Znojmo      | Dolina, Lampelberg, U sv. Urbana, Slunný vrch, Waldberg, Nad sklepy, Vinná hora, Šác                                                |
| Výrovice                    | Znojmo      | Na vinici |
| Znojmo                      | Znojmo      | Kraví hora, Načeratický kopec, Pod lesem, Třešňovka, Hajden, U sv. Urbana, Horní Leska, Křivánky, Za křížem, Gránice, Rajská vinice |
| Želetice                    | Znojmo      | Frédy |
| Žerotice                    | Znojmo      | Rabštýn |